# Eois adimaria
Eois adimaria är en fjärilsart som beskrevs av Pieter Cornelius Tobias Snellen 1874. Eois adimaria ingår i släktet Eois och familjen mätare. Inga underarter finns listade i Catalogue of Life.